# أين عمري (فلم)
أين عمري فيلم مصري من إنتاج عام 1957، قصة إحسان عبد القدوس وسيناريو وحوار علي الزرقاني، إخراج أحمد ضياء الدين وبطولة ماجدة ويحيى شاهين وأحمد رمزي وزكي رستم وأمينة رزق.

## قصة الفيلم
تدور أحداث الفيلم حول «علية» التلميذة التي تتمنى الاستقلال بحياتها والشعور بنضجها كامرأة، ولم تجد سبيلا أمامها لذلك سوى الزواج من «عزيز» الذي يكبرها بأربعين عاما، ولكنها تعاني بعد ذلك من غيرته وتسلطه وقسوته، وفي نفس الوقت تتعرف علية على طبيب شاب يساعدها على التخلص من حياتها مع زوجها، فتقرر أن تعوض سنوات الحرمان والكبت التي عانت منها.

## بطولة
- ماجدة: علية
- يحيى شاهين: د. خالد
- أحمد رمزي: عادل
- زكي رستم: عزيز
- أمينة رزق: سنية هانم
- ميمي شكيب: حورية هانم
- فردوس محمد
- إحسان شريف
- عزيزة حلمي
- عدلي كاسب
- فؤاد جعفر
- محمد نبيه
- قطقوطة
- فتحي الصافوري
- أنور زكي

## روابط خارجية
- مقالات تستعمل روابط فنية بلا صلة مع ويكي بيانات